# Tak ma być
Tak ma być – piosenka pierwsza z kolei i pierwszy singel promocyjny z albumu Drugie pół zespołu Zakopower. Singel został wydany 8 czerwca 2015 przez Kayax. Przedpremierowo utwór można było usłyszeć 30 maja 2015 w radiu RMF FM oraz podczas koncertu zespołu na Polsat SuperHit Festiwal 2015. Teledysk w reżyserii Michała Brauma i ze zdjęciami Karola Łakomca opublikowano w serwisie YouTube dnia 18 czerwca 2015. Oprócz zespołu w utworze zagrali Atom String Quartet, a razem nazwali się Atom String Orchestra. Rozbudowane są tu również partie chóralne (Bartek Kudasik, Wojtek Topa i Józek Chyc oraz żeńskie, góralskie głosy Bodzi Kudasik i Gośki Dzierzęgi, dodatkowo Mateusz Pospieszalski i Dominik Trębski).

## Notowania
- POPLista: 3[5]
- Lista Przebojów Trójki: 31[6]